# Taagepera
Taagepera (jusqu’en 1920 : Wagenküll) est un village estonien de la région de Valga, appartenant à la commune de Helme. Sa population était de 127 habitants au 1er janvier 2007, et de 108 habitants en 2011.
Il est connu pour son château Jugendstil et néoromantique construit entre 1907 et 1912 pour la famille von Stryk, ou von Stryck. C’est aujourd’hui un hôtel de luxe.

## Histoire
L’endroit a été mentionné en 1420 sous le nom de Wafencul, mais il a été fondé avant les guerres de Livonie. Les domaines ont appartenu aux familles Rehbinder, puis Stackelberg jusqu’en 1796, et enfin von Stryk, jusqu’aux nationalisations de 1919.

## Architecture

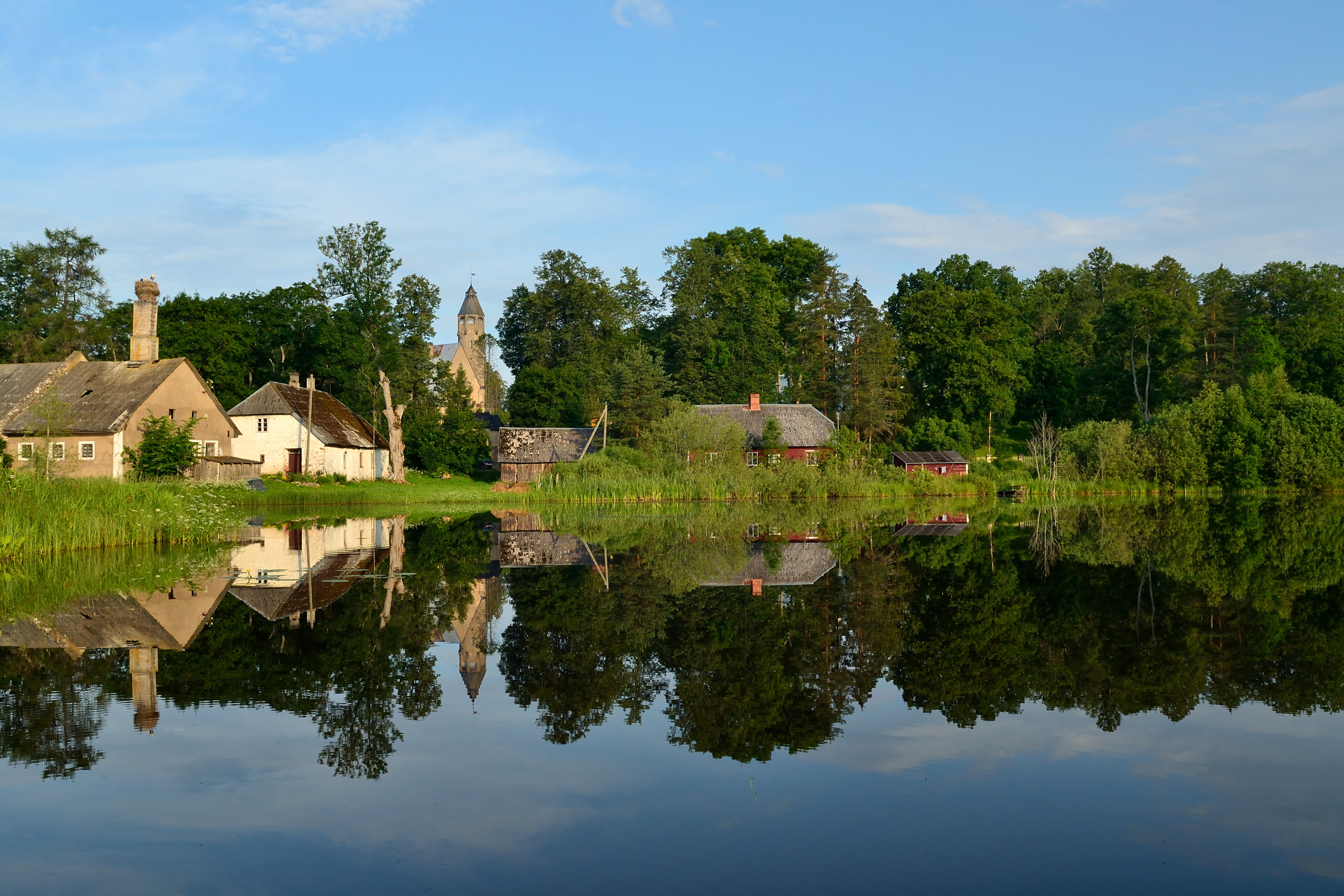
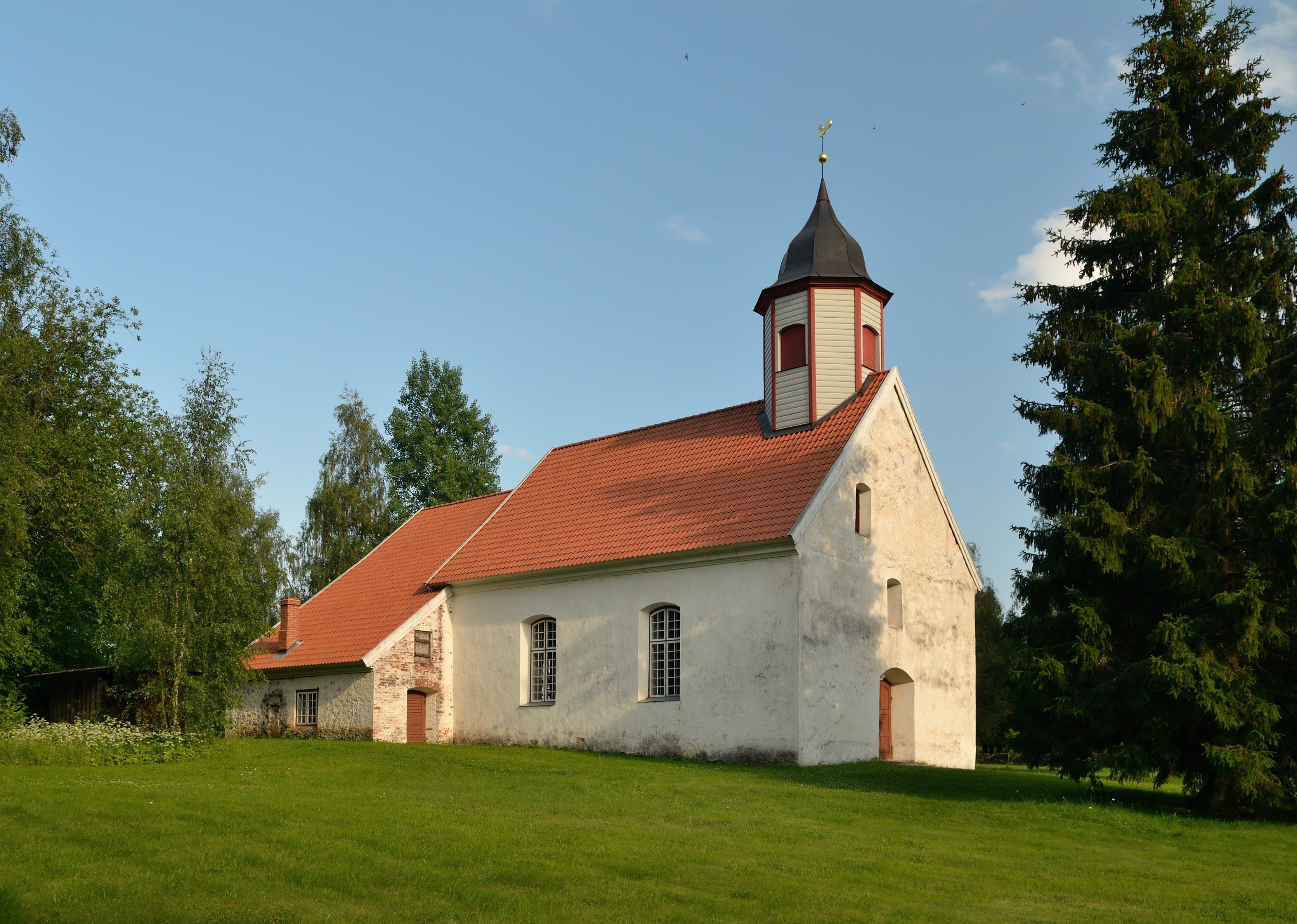

- Château de Wagenküll
- Église de Taagepara